# Geografia de Portugal
As fronteiras de Portugal estão definidas por montanhas e rios, tendo as mesmas fronteiras desde o século XIII, o que faz Portugal ser o mais antigo país da Europa, com o seu interior montanhoso, descendo para planícies largamente cultivadas. O ponto mais alto do território português é a Montanha do Pico, situada na Ilha do Pico, arquipélago de Açores, com 2 351 metros de altitude. Portugal é atravessado por três grandes rios (Douro, Tejo e Guadiana), tendo estes a sua nascente em Espanha e desembocando nas principais cidades do país.
A parte continental tem forma rectangular com comprimento máximo de 561 km entre Melgaço no Minho e o cabo de Santa Maria no Algarve, de largura, 218 km entre a foz do Neiva até ao rio Douro no sentido Norte-Nordeste de Miranda do Douro. Do território 11,6% está acima dos 700 m de altitude e 13,1% não atinge os 200 m, sendo 61,5% a Sul do Tejo.

## Relevo
O norte e centro do país é montanhoso. A norte do Douro encontram-se as serras da Peneda (1 336 m), Soajo (1 416 m), Amarela (1 359 m), Gerês (1 544 m), Marão (1 415 m), Alvão (1 330 m). A província de Trás-os-Montes e Alto Douro é a região mais montanhosa. Entre o Douro e o Tejo encontra-se a cordilheira central com as serras da Estrela (1993 m na Torre, ponto mais elevado de Portugal continental), Açor (1 418 m) e Lousã (1 204 m). No Alentejo salienta-se a serra de S. Mamede (1 027 m) e no Algarve a serra de Monchique (902). É nas ilhas que se encontra o ponto mais Alto de Portugal, na Ilha do Pico com altitute máxima de 2 351 m de altitude na Montanha do Pico, Por sua vez a Ilha da Madeira tem diversos picos acima dos 1 700 metros na cordilheira central, sendo o de maior elevação o Pico Ruivo com 1 862 metros de altitude.
O rio Tejo forma um grande estuário na foz junto a Lisboa e mais a sul existe o estuário do Sado que banha as penínsulas de Setúbal e de Troia.

## Clima

Clima de Portugal.

O clima mediterrânico está presente por todo o território continental português, divindindo-se em 2 subtipos, segundo Köppen: Csa e Csb. A versão mais pura está presente a sul da Serra da Estrela, que possui temperaturas elevadas no verão e invernos frescos, sendo que os verões são secos e os invernos mais húmidos. Ao norte da Serra da Estrela, no Nordeste do país, está presente um mediterrânico continentalizado, mais húmido e com temperaturas médias mais baixas, sobretudo nas zonas altas, enquanto as zonas baixas, no Vale do Douro, registam valores altos, semelhantes aos do sul do país, como Pinhão, com média anual de 16,4 °C. No Litoral Norte (no Noroeste do país), o clima é mediterrânico com influência marítima, e possui verões moderados.
As temperaturas médias anuais em Portugal continental, nas áreas urbanas, variam dos 18 °C em Faro aos 12,5 °C em Bragança e 10 °C na Guarda, a cidade mais alta e fria do país, enquanto as precipitações variam dos menos de 300 mm na ribeira de Massueime, afluente do Côa, que por sua vez é afluente do Douro, e dos 450 mm de Faro, aos 1 700 mm da Guarda e aos mais de 3 000 mm da Serra do Gerês. O local considerado mais frio do país é a Serra da Estrela, que possui uma temperatura média anual de 7 °C nas partes mais elevadas e inferior a 4 °C na Torre, o topo da Serra, situado no município de Seia, Distrito da Guarda. As temperaturas extremas de Portugal são de 47,1 °C, em Amareleja, freguesia do município de Moura, Alentejo, em 1 de  agosto de 2003, e -16 °C nas Penhas da Saúde, localidade do município da Covilhã, e em Miranda do Douro, nos dias 5 de  fevereiro de 1954 e 16 de  janeiro de 1945. Também há registos extraoficiais de temperaturas mínimas em torno dos -20 °C na Torre da Serra da Estrela.
No arquipélago dos Açores, ocorre o clima oceânico, com temperatura média anual entre os 18 °C e 20 °C, elevado índice anual de precipitações e pequena amplitude térmica anual, sendo a Ilha do Pico o local em que se regista mais precipitação em Portugal, com valores superiores a 6 350 mm anuais. O arquipélago da Madeira também apresenta um clima subtropical, o clima mediterrânico no sul da ilha e o clima oceânico no norte da ilha. Tal clima torna-se semiárido na Ilha de Porto Santo (385 mm anuais). As Ilhas Selvagens apresentam um clima desértico (com precipitações inferiores a 200 mm). São os locais mais secos de Portugal.

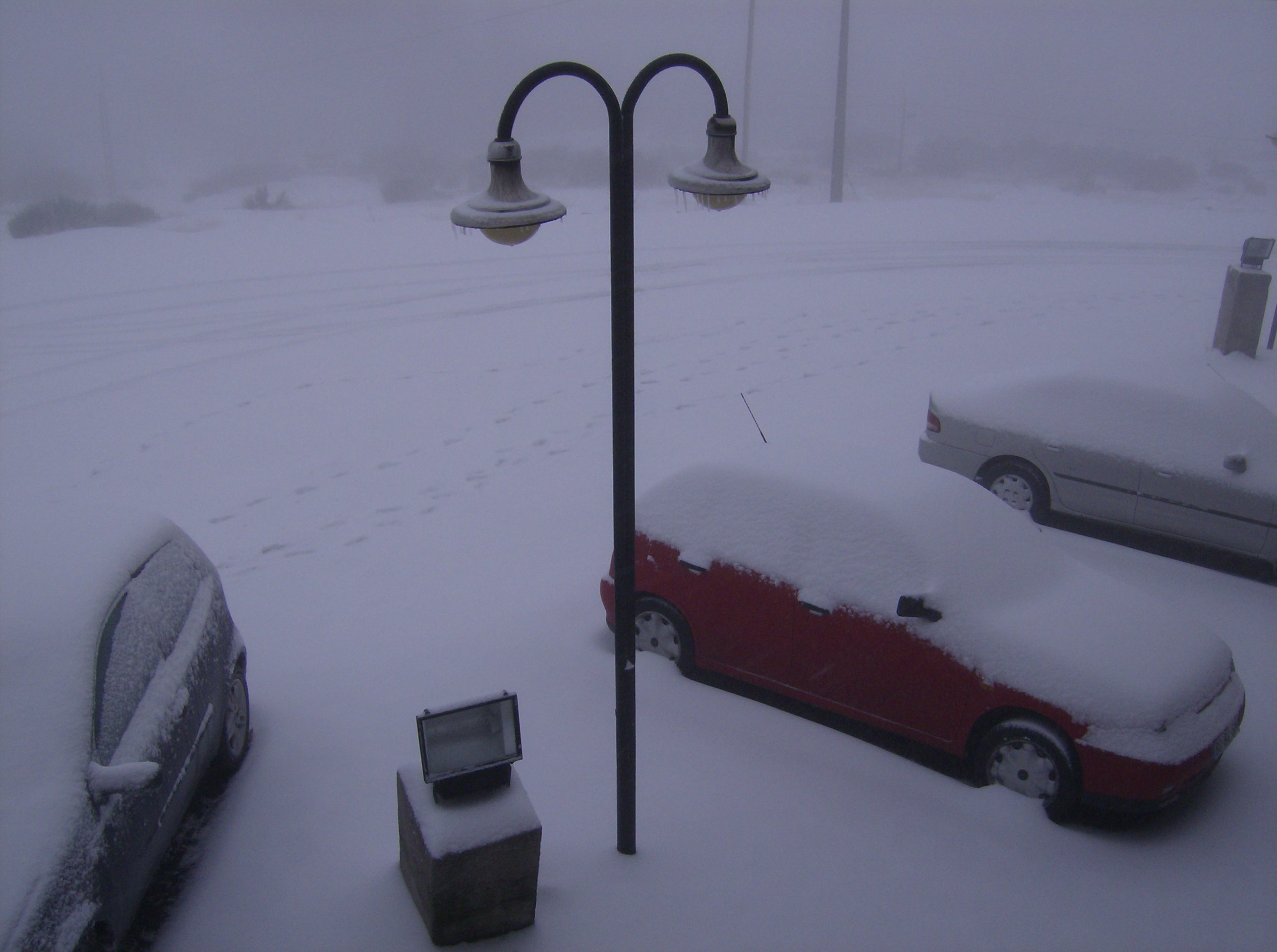
Nevão na Serra da Estrela, em janeiro de 2007, num dos poucos lugares do país com ocorrências regulares de nevadas realmente abundantes.

As precipitações em forma de neve são registadas com regularidade anual nos distritos de Braga, Castelo Branco, Guarda, Bragança, Vila Real, Viana do Castelo e Viseu, diminuindo sua ocorrência em direcção ao sul, até tornarem-se nulas na maior parte do Algarve, partes do Alentejo e ilhas dos Açores e Madeira. Ocorrências regulares de nevões e temperaturas inferiores a -10 °C, actualmente, concentram-se nos locais com altitudes superiores aos 1.000 metros, como a Serra da Estrela, situada entre os distritos de Castelo Branco e Guarda, a Serra do Gerês, no distrito de Braga e Vila Real, e a Serra de Montesinho, no distrito de Bragança.
Contudo, em 29 de janeiro de 2006, ocorreu algo nada usual, quando partes maiores do território português receberam alguma precipitação de neve, sendo que esta, na ocasião, chegou até à Serra de Monchique, no Algarve. Nevou também em Lisboa, mas a neve foi de fraca intensidade, derretendo logo após chegar ao solo. Antes deste dia, a última vez que capital portuguesa havia registado tal fenómeno foi no ano de 1954. Em 28 de janeiro de 2007, Lisboa registou novamente uma queda de neve com fraca intensidade, embora em diversas localidades lisboetas não tivesse registada qualquer neve tal como no ano anterior.
Desde o fim do outono de 2008, várias estradas dos distritos de Castelo Branco, Coimbra, Viseu, Guarda, Bragança, Braga, Porto, Vila Real e Viana do Castelo, localizadas no centro e no norte do país, têm tido o trânsito interrompido pelo excesso de neve e gelo nas pistas, mesmo em áreas de altitudes menos elevadas, algo pouco usual no país. O final de 2008 tem sido o mais frio em várias décadas, segundo meteorologistas. Em  fevereiro de 2009, a altura da neve na Serra da Estrela chegou a 8 metros em certos locais, algo que não é visto há vários anos.
Quanto aos Açores, com a média anual de temperatura entre as mais elevadas do país, a neve está restrita à Montanha do Pico, montanha situada na Ilha do Pico, durante o inverno. No arquipélago da Madeira, também pode haver nevadas no Pico Ruivo, no Pico das Torres e no Pico do Arieiro, mas de forma mais escassa do que na Montanha do Pico.

### Médias climatológicas
| Gráfico climático para Faro                                        | Gráfico climático para Faro | Gráfico climático para Faro | Gráfico climático para Faro | Gráfico climático para Faro | Gráfico climático para Faro | Gráfico climático para Faro | Gráfico climático para Faro | Gráfico climático para Faro | Gráfico climático para Faro | Gráfico climático para Faro | Gráfico climático para Faro |
| ------------------------------------------------------------------ | --------------------------- | --------------------------- | --------------------------- | --------------------------- | --------------------------- | --------------------------- | --------------------------- | --------------------------- | --------------------------- | --------------------------- | --------------------------- |
| J                                                                  | F                           | M                           | A                           | M                           | J                           | J                           | A                           | S                           | O                           | N                           | D                           |
| 79 16 7                                                            | 71 17 8                     | 38 18 9                     | 38 19 10                    | 20 22 12                    | 8 25 16                     | 0 28 18                     | 5 28 18                     | 15 27 17                    | 66 23 14                    | 86 19 11                    | 94 17 8                     |
| Temperaturas em °C • Precipitações em mmFonte: The Weather Channel |                             |                             |                             |                             |                             |                             |                             |                             |                             |                             |                             |

| Gráfico climático para Lisboa                                      | Gráfico climático para Lisboa | Gráfico climático para Lisboa | Gráfico climático para Lisboa | Gráfico climático para Lisboa | Gráfico climático para Lisboa | Gráfico climático para Lisboa | Gráfico climático para Lisboa | Gráfico climático para Lisboa | Gráfico climático para Lisboa | Gráfico climático para Lisboa | Gráfico climático para Lisboa |
| ------------------------------------------------------------------ | ----------------------------- | ----------------------------- | ----------------------------- | ----------------------------- | ----------------------------- | ----------------------------- | ----------------------------- | ----------------------------- | ----------------------------- | ----------------------------- | ----------------------------- |
| J                                                                  | F                             | M                             | A                             | M                             | J                             | J                             | A                             | S                             | O                             | N                             | D                             |
| 109 14 8                                                           | 112 16 9                      | 69 17 9                       | 64 19 11                      | 38 22 13                      | 20 24 16                      | 5 27 17                       | 5 28 17                       | 25 26 17                      | 81 22 14                      | 114 18 11                     | 109 14 9                      |
| Temperaturas em °C • Precipitações em mmFonte: The Weather Channel |                               |                               |                               |                               |                               |                               |                               |                               |                               |                               |                               |

| Gráfico climático para Portalegre                                  | Gráfico climático para Portalegre | Gráfico climático para Portalegre | Gráfico climático para Portalegre | Gráfico climático para Portalegre | Gráfico climático para Portalegre | Gráfico climático para Portalegre | Gráfico climático para Portalegre | Gráfico climático para Portalegre | Gráfico climático para Portalegre | Gráfico climático para Portalegre | Gráfico climático para Portalegre |
| ------------------------------------------------------------------ | --------------------------------- | --------------------------------- | --------------------------------- | --------------------------------- | --------------------------------- | --------------------------------- | --------------------------------- | --------------------------------- | --------------------------------- | --------------------------------- | --------------------------------- |
| J                                                                  | F                                 | M                                 | A                                 | M                                 | J                                 | J                                 | A                                 | S                                 | O                                 | N                                 | D                                 |
| 124 11 6                                                           | 119 12 6                          | 86 14 7                           | 81 16 8                           | 53 20 11                          | 41 25 14                          | 8 29 17                           | 8 29 17                           | 43 26 16                          | 91 20 12                          | 117 14 8                          | 117 12 6                          |
| Temperaturas em °C • Precipitações em mmFonte: The Weather Channel |                                   |                                   |                                   |                                   |                                   |                                   |                                   |                                   |                                   |                                   |                                   |

| Gráfico climático para Guarda                                      | Gráfico climático para Guarda | Gráfico climático para Guarda | Gráfico climático para Guarda | Gráfico climático para Guarda | Gráfico climático para Guarda | Gráfico climático para Guarda | Gráfico climático para Guarda | Gráfico climático para Guarda | Gráfico climático para Guarda | Gráfico climático para Guarda | Gráfico climático para Guarda |
| ------------------------------------------------------------------ | ----------------------------- | ----------------------------- | ----------------------------- | ----------------------------- | ----------------------------- | ----------------------------- | ----------------------------- | ----------------------------- | ----------------------------- | ----------------------------- | ----------------------------- |
| J                                                                  | F                             | M                             | A                             | M                             | J                             | J                             | A                             | S                             | O                             | N                             | D                             |
| 241 6 0                                                            | 226 6 0                       | 147 8 1                       | 142 9 2                       | 114 13 5                      | 79 18 9                       | 25 22 12                      | 15 22 12                      | 61 19 11                      | 183 13 7                      | 239 8 3                       | 241 6 1                       |
| Temperaturas em °C • Precipitações em mmFonte: The Weather Channel |                               |                               |                               |                               |                               |                               |                               |                               |                               |                               |                               |

| Gráfico climático para Bragança                                    | Gráfico climático para Bragança | Gráfico climático para Bragança | Gráfico climático para Bragança | Gráfico climático para Bragança | Gráfico climático para Bragança | Gráfico climático para Bragança | Gráfico climático para Bragança | Gráfico climático para Bragança | Gráfico climático para Bragança | Gráfico climático para Bragança | Gráfico climático para Bragança |
| ------------------------------------------------------------------ | ------------------------------- | ------------------------------- | ------------------------------- | ------------------------------- | ------------------------------- | ------------------------------- | ------------------------------- | ------------------------------- | ------------------------------- | ------------------------------- | ------------------------------- |
| J                                                                  | F                               | M                               | A                               | M                               | J                               | J                               | A                               | S                               | O                               | N                               | D                               |
| 102 8 0                                                            | 102 10 1                        | 58 13 3                         | 61 15 4                         | 53 19 7                         | 38 24 11                        | 18 28 14                        | 15 28 13                        | 38 24 12                        | 71 18 8                         | 89 12 3                         | 99 8 1                          |
| Temperaturas em °C • Precipitações em mmFonte: The Weather Channel |                                 |                                 |                                 |                                 |                                 |                                 |                                 |                                 |                                 |                                 |                                 |

| Gráfico climático para Porto                                       | Gráfico climático para Porto | Gráfico climático para Porto | Gráfico climático para Porto | Gráfico climático para Porto | Gráfico climático para Porto | Gráfico climático para Porto | Gráfico climático para Porto | Gráfico climático para Porto | Gráfico climático para Porto | Gráfico climático para Porto | Gráfico climático para Porto |
| ------------------------------------------------------------------ | ---------------------------- | ---------------------------- | ---------------------------- | ---------------------------- | ---------------------------- | ---------------------------- | ---------------------------- | ---------------------------- | ---------------------------- | ---------------------------- | ---------------------------- |
| J                                                                  | F                            | M                            | A                            | M                            | J                            | J                            | A                            | S                            | O                            | N                            | D                            |
| 170 13 5                                                           | 170 14 6                     | 112 16 7                     | 112 17 8                     | 89 19 11                     | 53 22 13                     | 15 24 15                     | 23 25 14                     | 64 24 14                     | 132 21 11                    | 152 17 8                     | 175 14 6                     |
| Temperaturas em °C • Precipitações em mmFonte: The Weather Channel |                              |                              |                              |                              |                              |                              |                              |                              |                              |                              |                              |

## Hidrografia
Na geografia de Portugal destacam-se três grandes rios: o Tejo, o Douro e o Guadiana. Em particular, os dois primeiros desaguam nos maiores centros urbanos do país — Lisboa e Porto, respetivamente.
Os principais rios de Portugal são, de norte a sul:
- Minho
- Âncora
- Lima
- Neiva
- Cávado
- Ave
- Leça
- Douro
- Vouga
- Mondego
- Lis
- Tejo
- Sado
- Mira
- Arade
- Guadiana

A maioria dos grandes rios portugueses nasce em Espanha e desagua no Oceano Atlântico, com excepção do Neiva, Cávado, Ave, Mondego, Vouga e Sado, que nascem em Portugal. Há vários rios que não desaguam no Atântico (ou seja, são afluentes dos rios principais listados acima), como é o caso do rio Tâmega, que desagua no Douro, e do rio Zêzere, que desagua no Tejo.
Os rios de Portugal, na sua grande maioria, são inaptos para a navegação. Apenas o Douro o Tejo e uma parte final do Guadiana são navegáveis. É inclusivamente possível fazerem-se cruzeiros no Douro até Espanha.
Com a ajuda das barragens, os rios tornam-se para Portugal uma importante fonte produtora de energia eléctrica.

## Outras informações

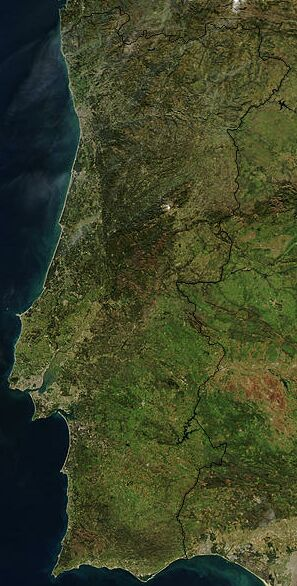
Imagem de satélite de Portugal Continental.

- Coordenadas geográficas: 39°30 Norte, 8°00 Oeste
- Superfície:
  - total: 92 391 km²
  - continental: 88 705 km²

geografia** terra: 91 951 km²
- - água: 440 km²[16]
- Fronteiras:
  - total: 1 214 km
  - países vizinhos: Espanha 1 214 km

Apesar do total aqui apresentado, Portugal não reconhece qualquer fronteira desde a foz do Rio Caia até à foz do Rio Cunco, área envolvida no litígio fronteiriço do território ocupado de Olivença.
- Costas: 1 793 km
- Território marítimo:
  - plateau continental: 200 m abaixo do nível do mar
  - zona económica exclusiva: 200 milhas náuticas
  - águas territoriais: 12 milhas náuticas
- Altitudes extremas:
  - ponto mais baixo: Oceano Atlântico 0 m
  - ponto mais alto: Montanha do Pico na Ilha do Pico nos Açores 2 351 m
  - ponto mais alto (continente): Torre da Serra da Estrela com 1 993 m

### Altitude máxima por distrito/região
| Ordem | Distrito/região         | Ponto                             | Altitude (m) | Coordenadas                 |
| ----- | ----------------------- | --------------------------------- | ------------ | --------------------------- |
| 1     | Açores                  | Montanha do Pico                  | 2.351        | 38° 28′ N, 28° 24′ O        |
| 2-3   | Castelo Branco e Guarda | Torre (Serra da Estrela)          | 1.993        | 40° 19′ 18″ N, 7° 36′ 50″ O |
| 4     | Madeira                 | Pico Ruivo                        | 1.862        | 32° 45′ N, 16° 56′ O        |
| 5     | Vila Real               | Pico da Nevosa (Serra do Gerês)   | 1.548        | 41° 50′ N, 8° 01′ O         |
| 6     | Braga                   | Pico do Sobreiro (Serra do Gerês) | 1.538        | 41° 49′ N, 8° 03′ O         |
| 7     | Bragança                | Serra de Montesinho               | 1.486        | 41° 59′ N, 6° 48′ O         |
| 8     | Coimbra                 | Pico de Cebola (Serra do Açor)    | 1.418        | 40° 11′ N, 7° 48′ O         |
| 9     | Viana do Castelo        | Pedrada (Serra de Soajo)          | 1.416        | 41° 57′ N, 8° 18′ O         |
| 10    | Porto                   | Serra do Marão                    | 1.415        | 41° 15′ N, 7° 54′ O         |
| 11    | Viseu                   | Serra de Montemuro                | 1.382        | 40° 58′ N, 8° 00′ O         |
| 12    | Aveiro                  | Pedra Posta (Serra de Montemuro)  | 1.222        | 41° 00′ N, 8° 06′ O         |
| 13    | Leiria                  | Alto de Trevim (Serra da Lousã)   | 1.205        | 40° 06′ N, 8° 11′ O         |
| 14    | Portalegre              | Serra de São Mamede               | 1.025        | 39° 19′ N, 7° 21′ O         |
| 15    | Faro                    | Foia Serra de Monchique           | 902          | 37° 19′ N, 8° 36′ O         |
| 16    | Santarém                | Serra de Aire                     | 679          | 39° 32′ N, 8° 38′ O         |
| 17    | Lisboa                  | Serra de Montejunto               | 666          | 39° 11′ N, 9° 04′ O         |
| 18    | Évora                   | São Gens (Serra de Ossa)          | 653          | 38° 44′ N, 7° 33′ O         |
| 19    | Beja                    | Mu (Serra do Caldeirão)           | 578          | 37° 23′ N, 8° 06′ O         |
| 20    | Setúbal                 | Formosinho (Serra da Arrábida)    | 501          | 38° 29′ N, 9° 00′ O         |